# Asociația Arta
Asociația Arta a fost o organizație artistică ce s-a înființat în anul 1937. Ea a avut alte motivații de înființare prin comparație cu întreaga pleiadă de societăți artistice care au luat ființă până atunci în România. Societarii ei nu mai făceau parte din rândul tinerelor talente care aveau nevoie de un sprijin bazat pe reciprocitate pentru afirmare. Membrii organizației nu făceau parte din rândul așa numiților artiști nedreptățiți ce erau afiliați altor societăți existente, ci erau pictori consacrați, în plină maturitate artistică. Inițial, asociația a fost formată din Iosif Iser, Nicolae Dărăscu, Ștefan Popescu, Gheorghe Petrașcu, Eustațiu Stoenescu și Jean Alexandru Steriadi. La aceștia s-au alipit mai târziu Lucian Grigorescu, Henri Catargi, Ion Jalea, Camil Ressu și Alexandru Padina.

## Înființare
Asociația Arta s-a înființat în anul 1937. Ea a avut alte motivații de înființare prin comparație cu întreaga pleiadă de societăți artistice care au luat ființă până atunci în România. Societarii ei nu mai făceau parte din rândul tinerelor talente care aveau nevoie de un sprijin bazat pe reciprocitate pentru afirmare. Membrii organizației nu făceau parte din rândul așa numiților artiști nedreptățiți ce erau afiliați altor societăți existente, ci erau pictori consacrați, în plină maturitate artistică. Inițial, asociația a fost formată din Iosif Iser, Nicolae Dărăscu, Ștefan Popescu, Gheorghe Petrașcu, Eustațiu Stoenescu și Jean Alexandru Steriadi. La aceștia s-au alipit mai târziu Lucian Grigorescu, Henri Catargi, Ion Jalea, Camil Ressu și Alexandru Padina.

Fondatorii Asociației Arta
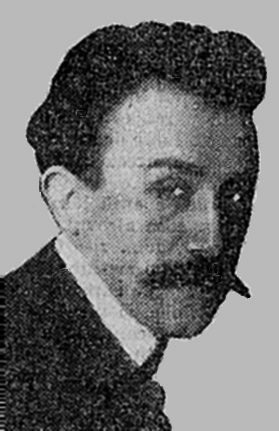
Ștefan Popescu
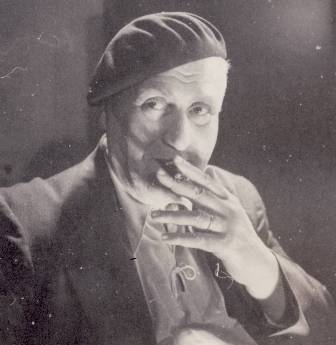
Iosif Iser
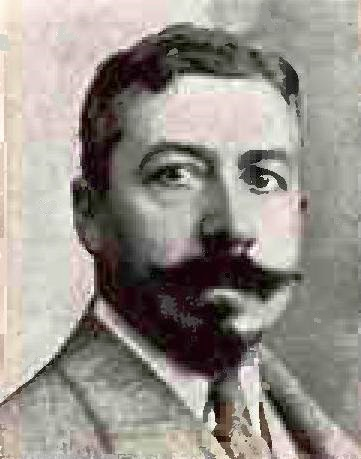
Gheorghe Petrașcu
Eustațiu Stoenescu Ajutați wikipedia și găsiți imaginea
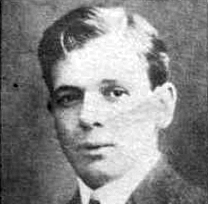
Nicolae Dărăscu
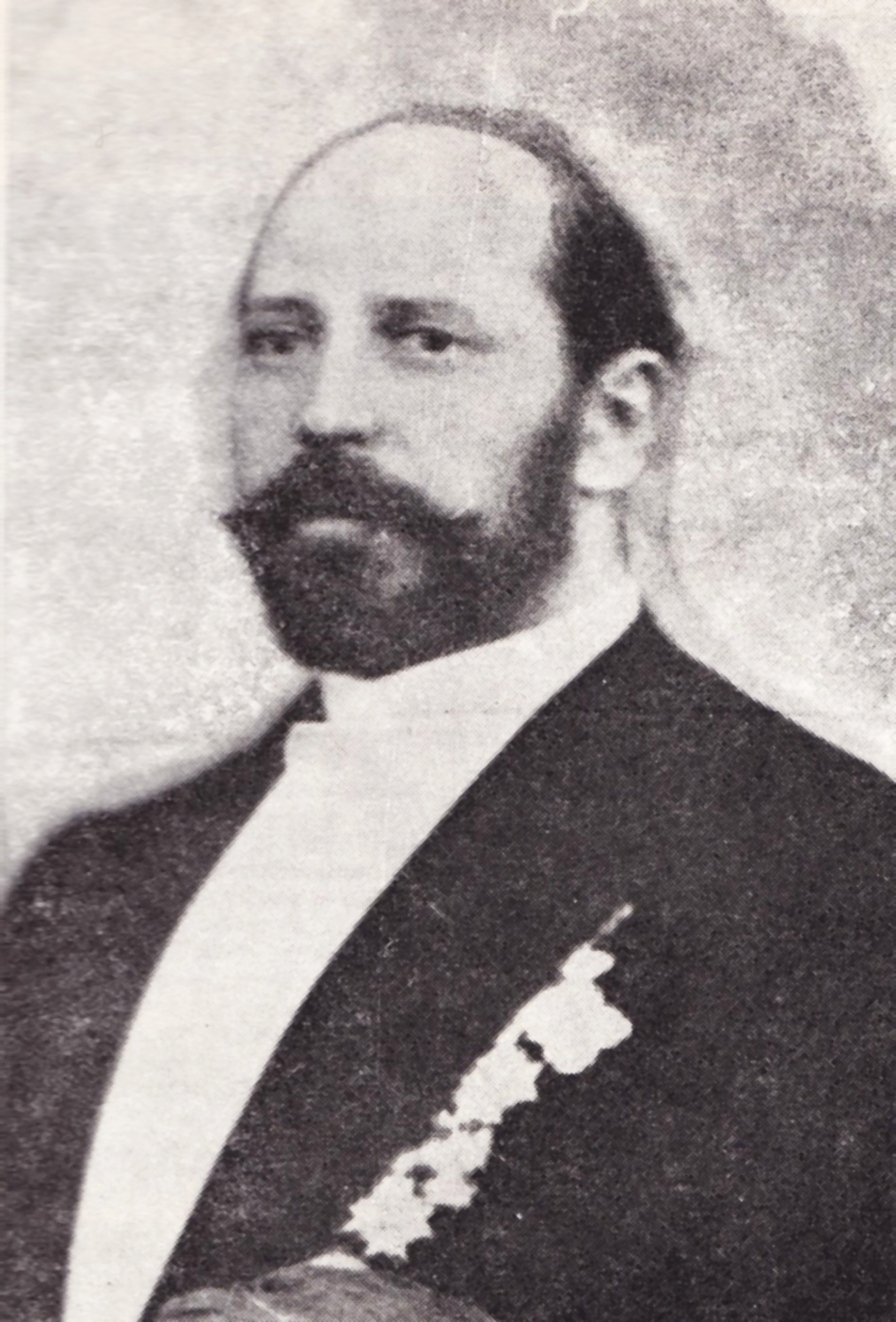
Jean Alexandru Steriadi

Academicianul George Oprescu a menționat după foarte puțin timp după prima manifestare a Asociației Arta că „... rare sunt însă cazurile când pictorii ajunși la maximul prestigiului lor, apreciați în țară și cunoscuți peste hotare, siguri de succes în expoziții individuale, să renunțe la orgoliul legitim de a fi singuri sărbătoriți pentru a se prezenta alături de camarazi tot atât de celebri, numai pentru a proba că ceea ce contează pentru ei este cauza artei, că un succes național și de grup valorează mai mult în ochii lor decât orice avantagiu personal”.
Înființarea asociației a avut ca imbold principal dorința celor mai buni artiști existenți la acel moment în arta românească de a fi prezenți într-o competiție anuală cu caracter stimulativ, demnă de ei, de cea mai înaltă ținută artistică care să fie un exemplu pentru toți cei care fac parte din această profesie.

## Manifestări expoziționale
În anul 1937 s-a deschis la Sala Dalles prima expoziție organizată de Asociația Arta. La ea au participat Ștefan Popescu cu peisaje de pe Bistrița, Iosif Iser cu portrete și peisaje, Nicolae Dărăscu cu peisaje marine, Gheorghe Petrașcu cu naturi moarte și interioare, Eustațiu Stoenescu nu naturi moarte și Jean Alexandru Steriadi cu peisaje. Manifestarea a fost primită cu căldură de către amatorii de artă și presă deoarece ea întrunea cele mai notorii personalității ale plasticii din România. Toate exponatele făceau parte din temeticile cele mai reprezentative din creația fiecărui participant. Expoziția s-a întins și în cursul lunii ianuarie 1938. Există istorici de artă care au menționat că ar mai fi existat în cursul anului 1938 și o a doua expoziție din acel an.
A doua manifestare a asociației a avut loc în anul 1939. A avut aceeași competitori la care s-au adăugat pictorii Camil Ressu și Theodor Pallady. Participanții erau cei pe care mulți comentatori îi considerau ca fiind la acel moment chintesența picturii românești. Numărul exponatelor a fost mult mai mare ca la precedenta expoziție pentru că toți pictorii, exceptându-l pe Petrașcu, au adus pe simeze și o mulțime de desene.
Gheorghe Petrașcu nu a mai participat la următoarele expoziții ale asociației din cauza sănătății precare ce nu i-a mai permis să picteze. La această indisponibilitate s-a mai adăugat și absența lui Iosif Iser care din cauza politicii fasciste ce se manifesta în România acelor ani, a fost împiedicat să mai participe la manifestări colective. Absența celor doi artiști de mare valoare, a fost ponderată de afilierea la asociație a lui Henri Catargi, Lucian Grigorescu și Camil Ressu. Ca urmare, expoziția asociației din anul 1943 de la Sala Dalles a fost una de mare succes. Presa a adus comentarii laudative și a elogiat pe noii membri societari - Henri Catargi și Lucian Grigorescu ce au prezentat multe lucrări.
În luna martie a anului 1944 s-a înregistrat o nouă expoziție a asociației care a recoltat noi succese de presă. Cronica artistică a comentat ascendența calitativă a operei lui Lucian Grigorescu și l-a lăudat pe Ressu pentru lucrările sale.
Ultima expoziție a asociației a avut loc în anul 1947, ea fiind organizată de către Jean Alexandru Steriadi. Participanții au fost Ștefan Popescu, Lucian Grigorescu, Eustațiu Stoenescu și Steriadi, cărora li s-au alăturat Alexandru Padina și Ion Jalea. Această ultimă manifestare nu a mai fost o chintesenă, ci doar o expoziție de grup ce releva personalitatea pictorilor fruntași din România ce au consimțit din motive economice să expună din nou sub tutela Asociației Arta.